# HTV-5
L'HTV-5 è stata una missione di rifornimento della Stazione spaziale internazionale, la quinta effettuata con la navetta giapponese H-II Transfer Vehicle. La missione è stata lanciata il 19 agosto 2015 dalla piattaforma 2 del complesso di Yoshinobu del Centro spaziale di Tanegashima e ha raggiunto la stazione spaziale il 24 agosto. Il 28 settembre, dopo 34 giorni, è stato effettuato l'undocking dalla stazione e la navetta si è distrutta nel rientro atmosferico il giorno successivo, come programmato. 

## Scopo
Gli scopi della missione erano:
- trasportare i rifornimenti alla stazione spaziale
- smaltire i rifiuti della stazione a termine missione

## Missione
I rifornimenti di questa missione, assieme a quelli trasportati dalla navetta Progress M-28M, erano particolarmente urgenti a causa di tre fallimenti nelle missioni avvenuti nell'arco di pochi mesi. La missione CRS Orb-3 era fallita ad ottobre 2014 a seguito di un malfunzionamento del primo stadio del lanciatore Antares, che trasportava la navetta Cygnus. Nel 2015, ad aprile la navetta Progress M-27M non ha raggiunto l'orbita corretta a causa di un malfunzionamento al terzo stadio del vettore Sojuz 2-1A ed è rientrata nell'atmosfera qualche giorno dopo distruggendosi. Infine, a giugno dello stesso anno la navetta Cargo Dragon della missione CRS-7 è andata persa a seguito dell'esplosione del lanciatore Falcon 9 dopo pochi minuti dopo il decollo.

### Carico della missione
Il carico della navetta era di circa 5500 kg:
Vano pressurizzato (4500 kg)
- 8 HTV Resupply Rack (HRR)
- 12 Mouse Habitat Unit (MHU)
- Electrostatic Levitation Furnace (ELF)
- Multi-purpose Small Payload Rack (MSPR-2)
- Exposed Experiment Handrail Attachment Mechanism (ExHAM-2)
- 18 CubeSat
- pompe e filtri per il Water Recovery System (WRS)
- Galley Rack
- Exposed Facility Power Distribution Box (EF-PDB)
- Re-entry Data Recorder (i-Ball)

Vano non pressurizzato (1000 kg)
- CALorimetric Electron Telescope (CALET)

La capacità di carico della Kounotori 5 è stata ulteriormente aumentata, trasportando 242 Cargo Transfer Bag (CTB), i contenitori standard per la stazione spaziale, rispetto ai 230 CTB della missione precedente. Anche la quantità del cosiddetto "late access cargo", costituito da rifornimenti caricati negli ultimi giorni prima del lancio, è passata da 80 CTB a 92 CTB.
Oltre ai normali rifornimenti come cibo, acqua potabile e vestiti, la navetta Kounotori 5 ha trasportato diversi componenti. Tra essi erano presenti pompe e filtri di ricambio per il Water Recovery System (WRS), il sistema che ricicla l'acqua. Il Galley Rack è uno scaffale installato nel modulo Unity vicino al tavolo utilizzato dagli astronauti per la mensa. L'Exposed Facility Power Distribution Box (EF-PDB) è un componente di ricambio per il sistema elettrico dell'Exposed Facility del laboratorio Kibo.

#### Esperimenti scientifici

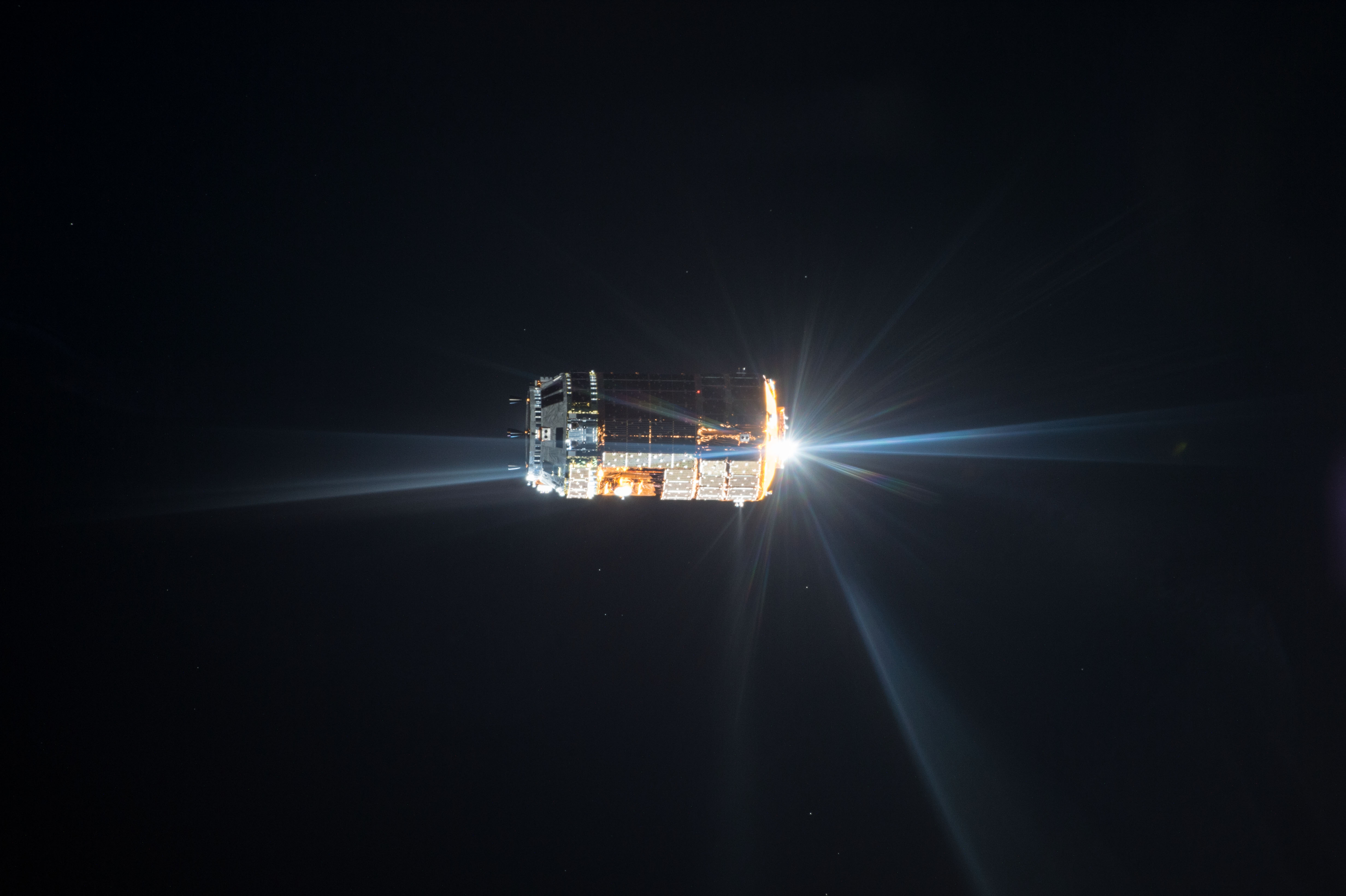
La navetta Kounotori 5 durante l'avvicinamento alla stazione spaziale internazionale

- Il Mouse Habitat Unit (MHU) è un habitat utilizzato per studiare gli effetti della microgravità nei topi[8], installato nel Cell Biology Experiment Facility (CBEF) del laboratorio Kibo. L'MHU può generare una gravità artificiale di 1g attraverso una centrifuga, per comparare gli effetti sui topi in microgravità con quelli sottoposti ad una gravità simile a quella terrestre.[8][9]
- L'Electrostatic Levitation Furnace (ELF) è una piattaforma per riscaldare e fondere campioni di materiali. L'ambiente della stazione permette di compiere queste operazioni senza utilizzare un crogiolo, ed evitare contaminazioni da quest'ultimo[10]. Tuttavia, anche in microgravità possono esserci forze esterne che influenzano i campioni[10]. Per questo motivo, l'ELF crea un campo elettrostatico per controllare la posizione dei campioni, che vengono riscaldati tramite laser[10].
- Il Multi-purpose Small Payload Rack (MSPR-2) è un armadio progettato per condurre diversi esperimenti scientifici che fornisce diverse funzionalità per il supporto agli esperimenti come connessioni elettriche, connessioni per il trasferimento dei dati dell'esperimento e telecamere per registrare video. L'Electrostatic Levitation Furnace è stata installata su questo armadio[5]. Il primo MSPR è stato installato sul laboratorio Kibo nella missione HTV-2.
- L'Exposed Experiment Handrail Attachment Mechanism (ExHAM-2) è una struttura collegata all'airlock del laboratorio Kibo usata per installare campioni di materiali all'esterno della stazione utilizzando il braccio robotico del laboratorio (JEM RMS).[11] Questa missione ha trasportato, oltre a questo componente, anche i primi campioni.
- Il CALorimetric Electron Telescope (CALET) era un osservatorio di raggi cosmici sviluppato in collaborazione con l'Agenzia Spaziale Italiana[12][13][14] e installato sull'Exposed Facility del laboratorio Kibo. Lo strumento era in grado di misurare particelle ad alta energia (fino a decine di TeV)[14] come elettroni, raggi gamma, protoni, determinandone il tipo.

### Carico smaltito
Oltre ai rifiuti, la navetta è stata utilizzata per smaltire i seguenti equipaggiamenti: 
- l'esperimento Superconducting Submillimeter-Wave Limb-Emission Sounder (SMILES), portato sulla stazione nel 2009 con la missione HTV-1
- il Multi-mission Consolidated Equipment (MCE) era una struttura in grado di ospitare esperimenti multipli per l'Exposed Facility del laboratorio Kibo ed è stato portato sulla stazione nel 2012 con la missione HTV-3
- lo Space Test Program - Houston 4 (STP-H4), portato tramite la missione HTV-4 nel 2013 e installato nell'ExPRESS Logistic Module-1 (ELC-1), era una struttura contenente diversi esperimenti

### Cronologia

#### 19 agosto (lancio)

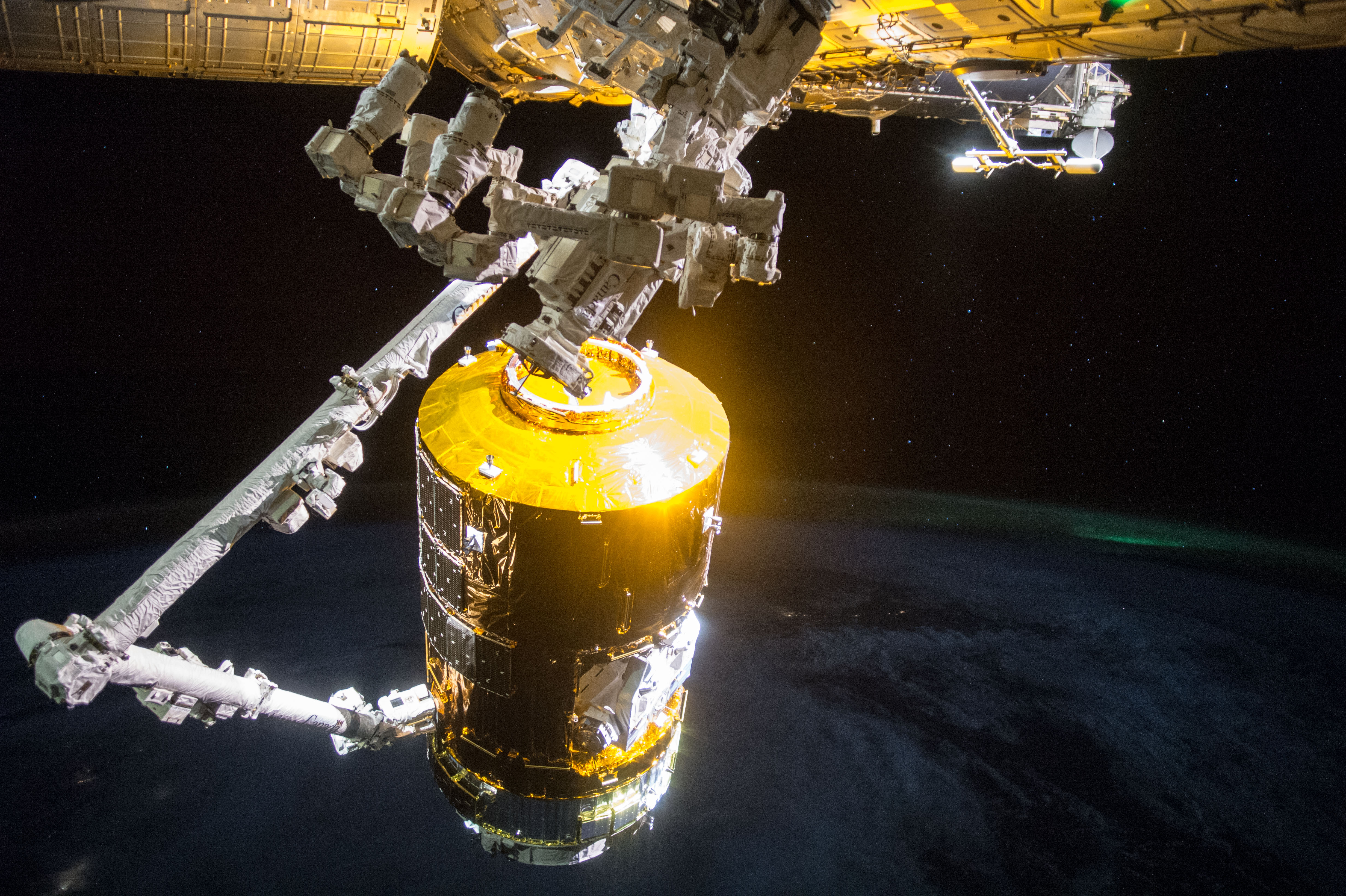
La navetta catturata dal braccio robotico durante la fase di berthing

La navetta Kounotori 5 è stata lanciata il 19 agosto 2015 alle 11:50 UTC con il lanciatore H-IIB, che l'ha inserita nell'orbita iniziale con apogeo a 300 km e perigeo a 200 km. Dopo il distacco dal secondo stadio del lanciatore, la Kounotori ha attivato i suoi sistemi e stabilito le comunicazioni con il centro spaziale di Tsukuba tramite la rete satellitare TDRS. 

#### 24 agosto
Le tre manovre Height Adjustment Maneuver (HAM), utilizzate dalla navetta per raggiungere l'orbita della stazione spaziale sono state completate alle 6:12 UTC del 24 agosto. La Kounotori ha raggiunto la distanza di 23 km, ha attivato le comunicazioni con la stazione tramite il Proximity Communication System (PROX), e ha proseguito il suo avvicinamento fino al punto di aggancio. Alle 10:29 UTC sono iniziate le procedure di berthing tramite il braccio robotico della stazione (SSRMS).

#### 25 agosto
Alle 17:28 UTC sono state completate le operazioni di berthing al portello nadir del modulo Harmony. Tramite il braccio robotico della stazione è iniziata la rimozione dell'Exposed Pallet dal modulo non pressurizzato della navetta. Nel frattempo gli astronauti dell'Expedition 44 hanno aperto i portelli tra la stazione e la Kounotori, e utilizzato il braccio robotico del laboratorio Kibo (JEM RMS) per trasferire il CALorimetric Electron Telescope (CALET) dall'Exposed Pallet e installarlo nell'Exposed Facility.

#### 15 settembre
Gli equipaggiamenti relativi al Superconducting Submillimeter-Wave Limb-Emission Sounder (SMILES), al Multi-mission Consolidated Equipment (MCE), e allo Space Test Program - Houston 4 (STP-H4), sono stati stivati nel modulo non pressurizzato della navetta tramite l'Exposed Pallet.

### 27 settembre (rientro)
Alle 15:39 UTC del 27 settembre sono stati chiusi i portelli tra la navetta e la stazione. Il giorno successivo alle 15:20 UTC sono iniziate le operazioni di unberthing della Kounotori 5 dal portello di nadir del modulo Harmony tremite il braccio robotico della stazione La navetta ha iniziato ad allontanarsi dalla stazione spaziale dopo essere stata portata nel punto di rilascio alle 16:53 UTC del 29 settembre e successivamente ha iniziato le manovre per l'uscita dall'orbita. Alle 20:33 UTC è rientrata nell'atmosfera terrestre concludendo la missione.